# Мейман, Артур
Джон Артур Могале Мейман (англ. John Arthur Mogale Maimane; 5 октября 1932, Питерсбург — 28 июня 2005, Лондон) — южноафриканский журналист, писатель и общественный деятель, противник апартеида.

## Начало
Родился в семье чернокожего англиканского священника, тсвана по национальности. Мать Артура Меймана была этнической коса. Детство провёл в негритянском районе Претории. Окончил йоханнесбургский Колледж святого Петра. Одним из преподавателей Меймана был Оливер Тамбо.
После окончания колледжа Артур Мейман занялся журналистикой. Работал в популярном йоханнесбургском журнале African Drum (Впоследствии — Drum) под руководством Генри Нксумало. Занимался различными темами, от спортивных репортажей и богемных интервью до криминальных расследований. Имел репутацию «голливудского журналиста» — писал и общался по-английски, отличался некоторым высокомерием.

## Журналист-расследователь
В 1956 году Мейман под псевдонимом Артур Могале опубликовал серию расследовательских материалов под общим названием The Chief (Шеф) — о криминальном мире йоханнесбургского пригорода Софитаун. Разоблачения Меймана вызвали ярость софитаунского криминалитета. Лидер ОПГ Vultures Дон Маттера (впоследствии известный поэт и общественно-политический активист) рассказывал, что в группировке обдумывались планы убийства журналиста. Артур Мейман шёл также на конфликты с властями режима апартеида. Известен случай, когда он — защищая газетного фотографа-африканца — потребовал документы на ношение оружия от белых полицейских, что было по тем временам неслыханной дерзостью.
В 1957 году Артур Мейман работал редактором отдела новостей в газете Golden City Post, ежедневном приложении к Drum. В 1958 во время журналистского расследования был убит Генри Нксумало, преступники остались неизвестны. После этого Мейман покинул ЮАС.

## Эмигрант-корреспондент
Перебравшись в Гану, Артур Мейман работал в местном филиале Drum. В 1961 году переехал в Великобританию. Работал корреспондентом Reuters в Восточной Африке, проживал в Дар-эс-Саламе.
После провозглашения независимости Танганьики Мейман отклонил предложение занять пост в редакции газеты правящей партии Африканский национальный союз Танганьики (TANU). За критические публикации был выслан из Танзании и вернулся в Лондон. Работал в африканской службе Би-Би-Си, затем в телекомпании ITN. Был противником апартеида, осуждал правящий режим ЮАР.

## Возвращение
В 1989—1994 в ЮАР был произведён демонтаж системы апартеида. Артур Мейман с женой Дженни стали посещать страну. В апреле 1994 состоялись всеобщие многорасовые выборы. К власти пришёл Африканский национальный конгресс, президентом стал Нельсон Мандела. После этого Артур Мейман вернулся на родину.
Поселившись в Йоханнесбурге, Мейман стал редактором либерального политического еженедельника Mail & Guardian. Затем до 1997 возглавлял крупнейшую в Южной Африке ежедневную газету Star.

## Писатель
В 1976 году в Лондоне был издан роман Артура Меймана Victims (Жертвы), немедленно запрещённый властями ЮАР. Английская Академия Южной Африки отметила роман специальной наградой. В 2000 году книга была переиздана под названием Hate No More (Больше не ненавижу). В 1996 была поставлена пьеса Меймана Hang On In There, Nelson (Держись там, Нельсон) о журналистском освещении освобождения Нельсона Манделы.
На русском языке в сборниках Пароль: «Свобода!» (1977) и Называй меня «миссис» (1978) публиковался рассказ Артура Меймана Называй меня «миссис» — о бытовом убийстве белыми расистами свободомыслящего негритянского юноши. Рассказ Меймана особо отметил Юрий Нагибин в предисловии к первому сборнику.

## Кончина
В 2001 году Артур Мейман вернулся в Лондон. Скончался четыре года спустя в возрасте 72 лет.
Артур Мейман был дважды женат, имел четверых детей.